# Abborrtjärnen (Los socken, Hälsingland, 683154-145736)
Abborrtjärnen är en sjö i Ljusdals kommun i Hälsingland och ingår i Ljusnans huvudavrinningsområde.